# Отальонжка
Отальонжка (пол. Otalążka) — село в Польщі, у гміні Могельниця Груєцького повіту Мазовецького воєводства.
Населення — 175 осіб (2011).
У 1975—1998 роках село належало до Радомського воєводства.

## Демографія
Демографічна структура станом на 31 березня 2011 року:
|          | Загалом | Допрацездатний вік | Працездатний вік | Постпрацездатний вік |
| -------- | ------- | ------------------ | ---------------- | -------------------- |
| Чоловіки | 79      | 14                 | 54               | 11                   |
| Жінки    | 96      | 18                 | 54               | 24                   |
| Разом    | 175     | 32                 | 108              | 35                   |